# Sky Rojo
Sky Rojo è una serie televisiva spagnola del 2021 ideata da Álex Pina ed Esther Martínez Lobato.

## Trama
Tre prostitute, Coral, Wendy e Gina, scappano dal locale in cui lavorano, il Las Novias Club, in cerca di libertà, ma vengono inseguite da Romeo, il capo del locale, e dai suoi scagnozzi, Moisés e Christian. Insieme, le donne intraprendono un viaggio frenetico e caotico durante il quale devono affrontare pericoli di ogni tipo e vivere ogni secondo come se fosse l'ultimo.

## Personaggi ed interpreti

### Principali
- Coral (stagione 1-3) interpretata da Verónica Sánchez.
È un'ex biologa ed ex donna di casa che lavora al Las Novias Club. Vede il suo lavoro come un mezzo per sfuggire dal suo passato oscuro. Ha una dipendenza da tranquillanti. Nel primo episodio, accorre assieme a Wendy in aiuto di Gina quando quest'ultima si imbatte in un violento scontro con Romeo e per salvare la vita sia a Gina che a Wendy, che si ritrova strangolata dall'uomo nella colluttazione, lo colpisce al cranio con un trofeo, paralizzandolo dalla vita in giù. Da lì, assieme alle sue amiche, Coral dovrà salvarsi dall'ossessivo perseguimento di Romeo e dei suoi due scagnozzi.
- Wendy (stagione 1-3) interpretata da Lali Espósito.
È una donna argentina che fugge in Spagna credendo che diventare una prostituta la aiuterà a fare soldi per dare una vita migliore alla sua ragazza e se stessa. Ma quando la sua ragazza la abbandona, Wendy rimane completamente disperata e rinchiusa nel bordello. Nella prima stagione rimane ferita da un colpo di pistola, ma sopravvive.

- Gina (stagione 1-3) interpretata da Yany Prado.
È una donna afro-cubana vittima del traffico sessuale che ha accettato di lavorare al club per provvedere a suo figlio e alla madre malata. Il suo vero nome è Carmen ed è l'unica delle tre protagoniste di cui si conosce il vero nome e la famiglia. Si innamora ricambiata di un suo cliente, Fernando, un imprenditore dal quale si rifugge assieme a Coral e Wendy per nascondersi dai due scagnozzi di Romeo. Rimane incinta di lui, quindi rischia quasi di perdere il bambino dentro di sé all'inizio quando Romeo cerca di ucciderla a vari colpi di penna nello stomaco, ma il feto sopravvive.
- Moisés (stagione 1-3) interpretato da Miguel Ángel Silvestre.
È uno degli scagnozzi di Romeo e fratello maggiore di Christian. Recluta donne per Romeo portandole al club, anche se non vorrebbe perché lo fa per debito a Romeo, che gli ha fatto un enorme favore anni addietro. Nel passato si innamora di Coral durante il di lei percorso nel bordello e tra i due inizia una storia di amore.

- Romeo (stagione 1-3) interpretato da Asier Etxeandía.
È il proprietario del Las Novias Club, ossia il protettore delle prostitute che cerca di uccidere prima Gina e poi Wendy ma esce dalla colluttazione disabile e ferito.

- Christian (stagione 1-2) interpretato da Enric Auquer.
È uno degli scagnozzi di Romeo e fratello minore di Moisés. Ragazzo violento, aggressivo ed irascibile.

### Secondari
- Charlotte (stagione 1-in corso) interpretata da Carmen Santamaría.
È una donna che lavora nel club.
- Alfredo (stagione 1) interpretato da Luis Zahera.
È un veterinario che frequenta il club.
- Cachopo (stagione 1-in corso) interpretato da Niko Verona.
È l'assistente di Romeo.
- Yanet Sierra
È la madre di Gina.
- Bambi (stagione 1-in corso) interpretata da Daria Krauzo.
È una prostituta che lavora al club
- Fernando (stagione 1) interpretato da Chani Martín
È un cliente del club che si innamora di Gina, con cui ha una relazione. Gina rimane incinta del loro figlio. Muore per mano di Moisés e Christian mentre quest'ultimi lo interrogano.

## Episodi
| Stagione         | Episodi | Pubblicazione |
| ---------------- | ------- | ------------- |
| Prima stagione   | 8       | 2021          |
| Seconda stagione | 8       | 2021          |
| Terza stagione   | 8       | 2023          |

## Produzione

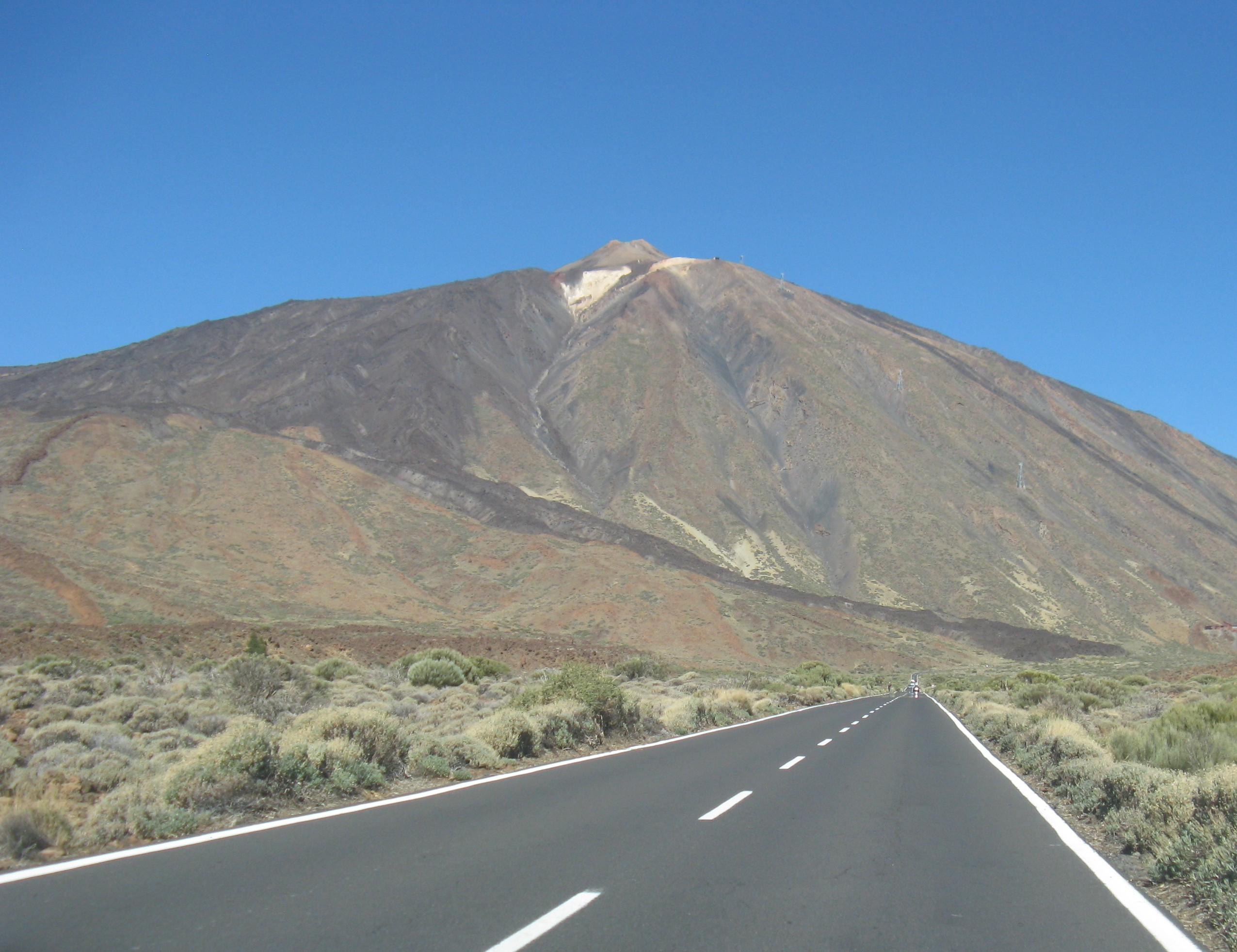
Una delle location della serie a Tenerife

### Pre-produzione
La serie è composta da due stagioni di otto episodi ciascuna. In una dichiarazione congiunta, i creatori hanno dichiarato: "Volevamo che Sky Rojo avesse molte scene di azione frenetiche, ma che usasse quei 25 minuti per sottolineare la natura dinamica della trama: la fuga e la corsa alla sopravvivenza".

### Riprese
Le riprese sono iniziate il 18 novembre 2019 a Madrid e successivamente si sono trasferite ad Arico, Tenerife. Verso l'inizio del 2020 le riprese si sono spostate a Castiglia e La Mancia, per circa quattro mesi. Tuttavia, esse hanno subito dei ritardi a causa della pandemia di COVID-19. Si sono concluse nell'ottobre 2020 a Madrid.

## Promozione
Il teaser è stato pubblicato il 19 gennaio 2021, mentre il trailer completo è stato diffuso il 2 marzo seguente.

## Distribuzione
La prima stagione della serie è uscita sulla piattaforma di streaming Netflix il 19 marzo 2021.
La seconda stagione è stata pubblicata il 23 luglio 2021.
La serie è stata rinnovata per una terza ed ultima stagione, che uscirà il 13 gennaio 2023.

## Accoglienza

### Critica
Sull'aggregatore di recensioni Rotten Tomatoes la prima stagione ha ottenuto un punteggio del 92%, sulla base di 13 recensioni di critici.
Sky Rojo ha ricevuto recensioni per lo più positive. Diversi critici hanno paragonato la serie ai film di Quentin Tarantino. Ellen E. Jones del The Guardian ha assegnato alla prima stagione della serie quattro stelle su cinque, mentre James McMahon del settimanale NME ha dato alla serie tre stelle su cinque, definendola "cool" ed "emozionante" ed evidenziando "le ottime musiche e le ottime performance".
Keyla Cobb di Decider ha scritto che coloro che hanno amato La casa di carta (serie ideata sempre da Álex Pina) adoreranno Sky Rojo, affermando che "quest'ultima si sente come un successore de La casa di carta". Coob ha inoltre paragonato la serie ad altre fiction televisive come Good Girls, Big Sky e Fargo, poiché tutte queste ruotano attorno a "persone in preda al panico che hanno fatto qualcosa di sbagliato e sono ora inseguite da persone molto più potenti di loro".
Valerie Ettenhofer di Film School Rejects ha evidenziato "la miscela unica tra umorismo nero, violenza e dramma" di Sky Rojo. Tuttavia ha criticato la serie perché secondo lei "non è né profonda né intelligente come si crede, e che si preoccupa più di creare dipendenza che di essere perfetta", aggiungendo di non aver gradito neanche la quantità odiosa di tempo occupata da Moisés e Christian, poiché le loro scene sono frequenti, ripetitive e sfocate e non così coinvolgenti come quelle che coinvolgono invece le donne che stanno cercando, e che le loro scene sembrano semplici "tentativi di umanizzare il Cattivi". Per concludere Ettenhofer ha affermato che "i maggiori punti di forza di Sky Rojo sono i suoi/le sue protagonisti/e". David Craig di Radio Times ha lodato la performance di Verónica Sánchez, dando alla serie quattro stelle su cinque; anche la recitazione di Lali Espósito è stata elogiata da molti critici, in particolare da Trae Delellis del Miami New Times che l'ha definita "ipnotizzante e coinvolgente".